# 玫瑰圣母圣殿 (危地马拉市)
玫瑰圣母圣殿（西班牙語：Basílica Menor de Nuestra Señora del Rosario；俗称为 Virgen del Rosario en Guatemala）是危地马拉的宗座圣殿，内供玫瑰圣母。本圣殿于1969年由教宗保禄六世升级为宗座圣殿。
本圣殿位于：Templo Santo Domingo 12 Avenida y 10ª. Calle, Zona 1

## 玫瑰圣母像
该圣殿供奉的玫瑰圣母像据说完成于1592年，是珍贵的文物。